# Fleming (Saskatchewan)
Pour les articles homonymes, voir Fleming.
Fleming est un bourg en Saskatchewan au Canada. Il fait partie de la division de recensement (en) No 1 (en) et de la municipalité rurale de Moosomin No 121 (en). Avec seulement 83 habitants en 2011, Fleming est le plus petit bourg officiel de la Saskatchewan.

## Histoire
Le bureau de poste a été ouvert en 1884.

## Démographie
| 2001 | 2006 | 2011 | 2016 |
| ---- | ---- | ---- | ---- |
| 95   | 75   | 83   | 84   |